# Parque nacional natural Sierra de Chiribiquete
El Parque Nacional Natural Sierra de Chiribiquete se encuentra ubicado en la región amazónica colombiana, específicamente en los departamentos del Caquetá y Guaviare, con una extensión de 4 268 095 ha que conforman el área protegida más grande del sistema de parques naturales de Colombia.

## Creación
El parque nacional natural fue creado mediante el acuerdo n.º 0045 del 21 de septiembre de 1989 del Instituto Nacional de los Recursos Naturales Renovables y del Ambiente (INDERENA). Inicialmente contaba con una extensión de 1 280 000 ha, destinadas a la conservación de valores sobresalientes de fauna, flora, paisajes y reliquias arqueológicas, de tal forma que permanecieran sin deterioro. Fue ampliado en 2013, 2014 y 2018, hasta alcanzar 4 268 157 ha.

## Fauna
El parque posee la fauna representativa del área amazónica. Se encuentran especies tales como el jaguar, el tapir y el águila arpía, entre muchos otros.

## Flora
La vegetación se puede agrupar en diferentes biomas que se encuentran dentro del parque como lo son las áreas de sabana, bosques inundables, bosques de tierra firme y bosques de tepuy.

## Orografía
El sistema montañoso de la Sierra de Chiribiquete se puede dividir en 3 partes: 
1. El macizo norte, con alturas entre los 800 y los 1000 m s. n. m., en donde se presentan las mayores elevaciones del Parque.
2. El macizo central, cuyas alturas oscilan entre los 300 a los 400 m s. n. m.
3. Las Mesas de Iguaje, cuyas alturas no superan los 400 m s. n. m.
Todas estas formaciones forman parte de la formación Araracuara, que a su vez hace parte de la formación Mataui del grupo Roraima.

## Hidrografía
Dentro del área protegida se encuentran presentes las cuencas hidrográficas de los ríos Apaporis, Mesay y Yari, pertenecientes al área hidrográfica del río Caquetá.

## Clima
El clima es de tipo húmedo tropical, que cambia ligeramente en las partes superiores de las formaciones rocosas, ya que algunas de ellas sobrepasan los 1000 m s. n. m. La temperatura promedio es de 24 °C.

## Arte rupestre
Chiribiquete es un sitio excepcionalmente rico desde el punto de visita histórico-cultural, gracias a su arte pictográfico rupestre y sus características arqueológicas. En más de 36 abrigos rocosos, de diferente tamaño y ubicación, se han identificado más de 250.000 dibujos, que conforman el mayor hallazgo de pictografías rupestres amazónicas. Las más antiguas datan de 19.510 años antes del presente.
Las prospecciones y las excavaciones arqueológicas han permitido diferenciar cinco períodos:
- Reciente: siglo XVII, posible poblamiento carijona, cerámica y algunas pictografías.
- Tardío: 2750 a 550 años AP (750 a. C.-1450), pinturas rupestres, tintes, fogones, lascas, figuras de hueso, semillas, cerámica.
- Intermedio: 5560 a 4700 AP, tintes (ocre y resinas), lascas, fogones, huesos, semillas.
- Temprano: 19.510 años AP, rocas pintadas, tintes, fogones, semillas, huesos.
- Sin presencia cultural: más de 24.000 años AP.

El más notorio elemento del acervo material arqueológico son las pinturas rupestres. La escasez de materiales líticos, la reducida importancia de las cerámicas y la falta de más evidencia diferente a la masiva expresión pictográfica, demuestra que el uso del sitio no era utilitario ni doméstico, sino artístico, sagrado y restringido. Esta Tradición Cultural Chiribiquete se consolidó a través de varios milenios.